# Гокон VII
Го́кон VII (норв. Haakon VII; 3 серпня 1872 — 21 вересня 1957) — король Норвегії, перший після її відділення від Швеції (1905). Походив з династії Глюксбургів.
Один з небагатьох вибраних монархів, який швидко заслужив пошану та прихильність своїх підданих і відігравав основну роль в об'єднанні норвезької нації в боротьбі за звільнення від німецької п'ятирічної окупації під час Другої світової війни. Помер у віці 85 років у 1957 році. Гокон VII керував Норвегією 51 рік.

## Життєпис

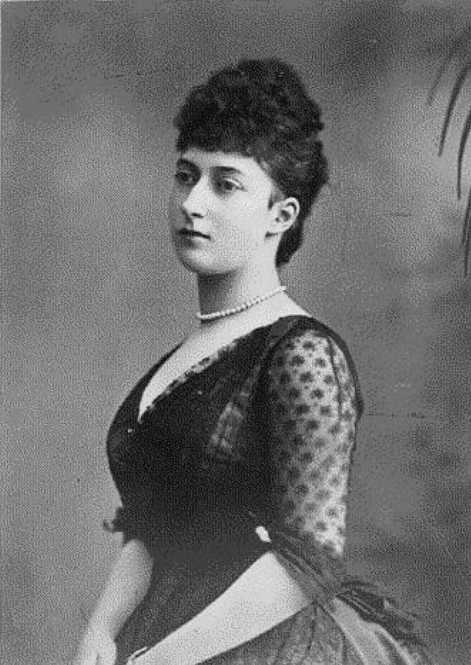
Мод Уельська

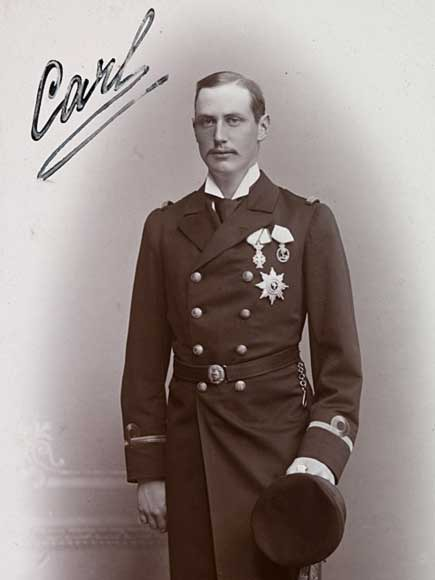
Карл у 1897

Гокон народився 3 серпня 1872 року в палаці Шарлоттенлунд, недалеко Копенгагена. Він був другим сином короля Фредеріка VIII і королеви Луїзи Шведської. За народженням данський принц Карл (Крістіан Фредерік Карл Георг Вальдемар Аксель) з роду Глюксбургів, онук Крістіана IX. Його батько 1906 року став данським королем як Фредерік VIII, старший брат — 1912 року як Кристіан X. Гокона обрав на норвезький престол парламент, після того як Норвегія розірвала династичну унію зі Швецією, відсторонивши шведського короля Оскара II, молодшого брата діда Гокона Карла XV, який не залишив синів, так що Гокон міг уважатися спадкоємцем по жіночій лінії. Прибувши до Норвегії, змінив ім'я на давньонорвезьке Гокон; його син Александр узяв ім'я Улаф, згодом став королем Улаф V.

### Освіта
Принц Карл брав приватні уроки разом зі своїм старшим братом, майбутнім королем Кристіаном X. 1886 року він почав службу як морський офіцер. Закінчив Військово-морську академію у 1893 році й був призначений у чині молодшого лейтенанта в данський флот.

### Сім'я
Одружився 22 липня 1896 року зі своєю двоюрідною сестрою, 26-річною Мод Уельською, дочкою Едуарда VII. Вінчання відбулося в каплиці Букінгемського палацу. Батько нареченої надав молодій родині Епплтон-гаус Сандрингемського палацу як заміську резиденцію під час візитів в Англію. У подружжя був один син, що народився за сім років після їхнього шлюбу. До 1905 року родина жила в Данії, оскільки Карл був офіцером данського флоту. У червні 1905 стортинг, розірвавши унію зі Швецією, запропонував зробити принца норвезьким монархом. У листопаді після народного опитування Карл прийняв норвезький трон і став королем під ім'ям Гокон VII. Спадкоємця престолу, принца Александра, нарекли йменням Олаф. Церемонія коронації короля Гокона і королеви Мод відбулася в Нідароському соборі в Тронгеймі.
Восени 1938 року померла королева Мод Уельська, яка важко хворіла через останні роки й перенесла за рік до смерті важку операцію. У листопаді 1938 року вона вирушила на обстеження в Англію і, коли з'ясувалося, що хвороба розгорілася з новою силою, послала чоловікові телеграму. Гокон VII, відклавши всі справи, поїхав до неї, але не встиг. 8 грудня королева була похована в Осло, у фортеці Акерсгус. 
У молоді роки вона захоплювалася їздою на велосипеді, потім дуже цікавилася полярними дослідженнями й автомобілями. Після переїзду в Норвегію вона стала завзятою лижницею. Їй дуже хотілося самій спробувати політати на аеропланах, але чоловік не давав своєї згоди — це було дуже небезпечно. Усе ж таки спокуса була велика, і королева ризикнула: єдиний раз у житті вона літала на літаку, чим розсердила свого чоловіка — рідкісний випадок в історії їхнього спільного життя.

## Друга світова війна
Мирне життя королівської родини було порушене у вересні 1939 року. Почалася Друга світова війна, Гітлер і Йосип Сталін поділили й захопили Польщу, а в кінці листопада 1939 року Радянський Союз напав на Фінляндію. Узимку 1940 року в Лондоні й Парижі серйозно обговорювалася можливість висадки союзного експедиційного корпусу в Норвегії, який повинен був через Швецію прийти на допомогу Фінляндії. 13 березня був підписаний мирний договір між СРСР і Фінляндією. Не минуло й місяця, як нацистська Німеччина напала на Норвегію.

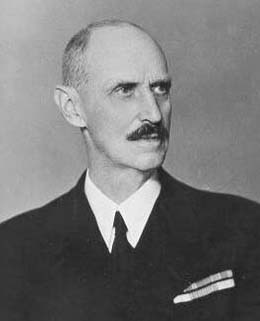

Коли 9 квітня 1940 року гітлерівські війська почали вторгнення в Норвегію, Гокон VII як очільник держави став на чолі опору загарбникам, що тривав майже два місяці. Уже на другий день вторгнення він категорично відмовився визнати поставлений окупантами уряд норвезьких нацистів Відкуна Квіслінга. Це змусило німців тимчасово відмовитися від ідеї передачі влади в Норвегії місцевим фашистам і орієнтуватися поки що на помірних колабораціоністів. Тверда позиція короля, який відмовився йти на будь-які поступки агресорам, справила враження на уряд і парламент, які ухвалили історичне рішення продовжувати опір. Протягом наступних двох місяців, коли норвезькі війська разом з прибулими до них на допомогу англійцями, французами й поляками вели бойові дії проти Вермахту, Гокон VII разом із сином, принцом Улафом, перебував у діючій армії як верховний головнокомандувач усіх збройних сил Норвегії.

Вензель короля «Н7»

9 квітня спеціальний німецький загін пробував захопити короля в Осло, а через кілька днів ескадрилья німецьких бомбардувальників піддала жорстокому бомбардуванню містечко Нюбергсунн, де він перебував. Одна бомба розірвалася за 20 метрів від короля.
Після трагічних подій у Європі, коли 25 червня 1940 року впала Франція і союзники вивели свої війська з Норвегії, а норвезька армія припинила опір, Гокон VII разом з усією родиною і законним урядом на британських військових суднах виїхали до Лондона.
Зазнавши невдачі у спробах усунути Гокона VII (див. вище), гітлерівці чинили вплив на тих членів парламенту, що залишилися в Норвегії, щоб змусити їх позбавити влади короля й уряд, обіцяючи натомість піти на значні послаблення в окупаційній політиці. Норвезькі помірні колабораціоністи поступилися: 27 червня 1940 президія Стортингу закликала Гокона VII добровільно зректися престолу. З Лондона король звернувся по BBC до норвежців із закликом чинити опір. Його промова була розмножена підпільними друкарнями в тисячах примірників, ставши одним з перших документів норвезького руху опору. Вензель короля Н7 був одним із символів опору, поряд з V — «перемога».
Залишаючись у Великій Британії до закінчення війни, Гокон VII продовжував виконувати обов'язки очільника держави й головнокомандувача збройних сил вільної Норвегії. Він постійно брав участь у засіданнях Державної ради, давав аудієнції. Його радіозвернення до норвезького народу через BBC ставали свого роду керівництвом норвезьким патріотам, які боролися проти гітлерівських окупантів та їхніх норвезьких ставлеників-квіслінгівців. Король постійно відвідував норвезькі частини, переформовані в Шотландії з військових і добровольців, що виїхали з Норвегії, але готувалися до продовження боротьби з окупантами.
1942 року Гокон VII відзначив своє сімдесятиліття. У Лондоні, в Гайд-парку, відбувся парад норвезьких частин, а потім в Альберт-Холі — урочисте засідання, в якому взяли участь близько 5 тис. осіб. Святкування сімдесятиліття короля, яке потайки проводилось і в окупованій Норвегії, стало символічною демонстрацією єднання нації навколо короля Гокона VII.
Після самогубства Гітлера й падіння Берліна командування Вермахту у Норвегії, всупереч наполяганням імперського комісара Норвегії Тербовена, який закликав чинити опір до кінця, капітулювало вже 7 травня 1945 року.

## Повернення в Норвегію
Майже рівно через п'ять років після того, як Гокон VII покинув Норвегію, 7 червня 1945 року разом з королівською родиною він повернувся в Осло. Його зустрів величезний натовп мешканців столиці. Вітаючи повернення короля, лідер Норвезької робітничої партії, мер Осло, а незабаром багаторічний прем'єр-міністр країни Ейнар Ґергардсен заявив: 
|  | «У роках нестатків та боротьби король нашої країни був найпотужнішою гуртуючою силою. Він ішов на чолі свого народу, що бореться, він представляв правову державу, у нього ніколи не було місця сумнівам. Він завжди був твердий у своїх поглядах, мудрий і мужній ... Нині весь народ вітає свого короля, республіканець і революціонер разом з монархістом і консервативним бюрґером». |

Повернення короля стало для всіх норвежців символом того, що важка боротьба завершена, що країна знову вільна й незалежна. По поверненні король Гокон багато їздив по країні, щоб побачити, яких руйнувань завдала війна, і почати відновлення країни. Першу частину подорожі виконано наприкінці літа 1945 року, другу — влітку наступного року.

## Смерть
Король Гокон VII помер 21 вересня 1957 року в Королівському палаці в Осло. Він був похований у королівському мавзолеї фортеці Акерсгус в Осло.

## Родина
Дружина — Мод Уельська, дочка Едуарда VII, короля Великої Британії
Діти:
- Александр Едвард (1903—1991) — наступний король Норвегії, був одружений з Мартою Шведською, мав двох дочок і сина.